# Rynek 17 (Lublin)

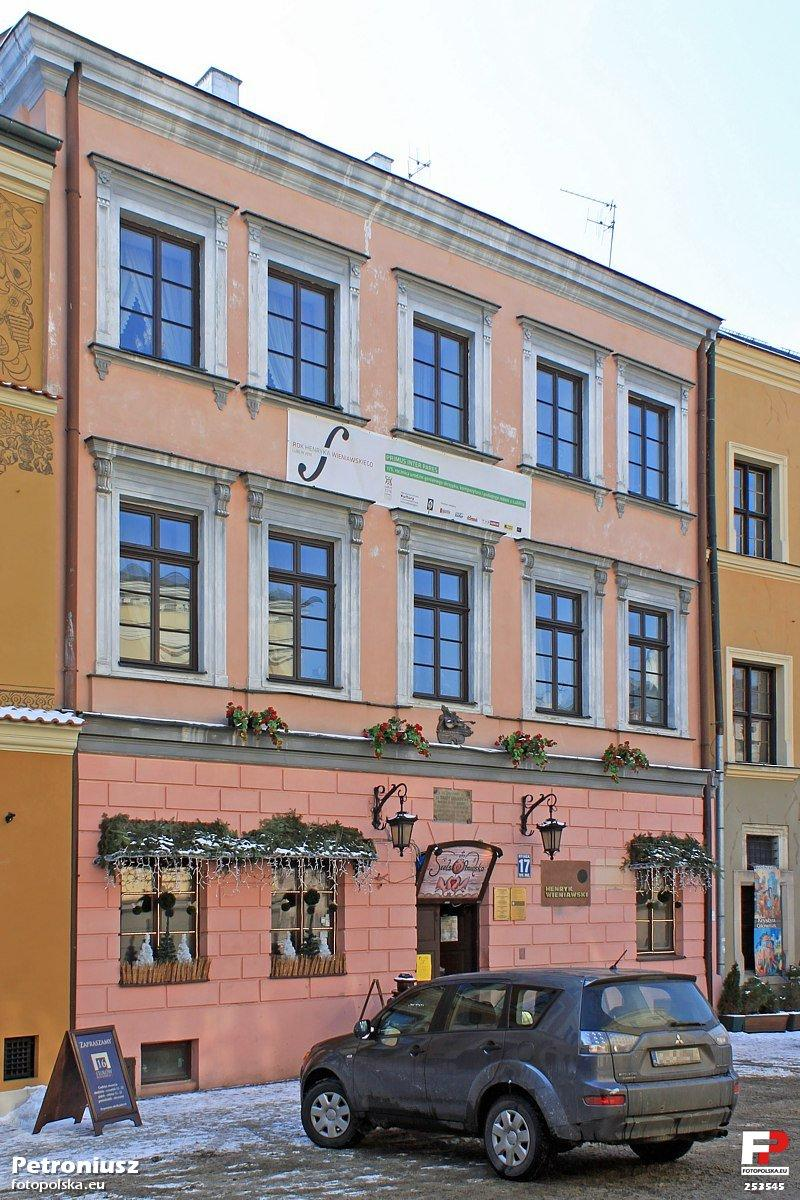
Gebäude bei Rynek 17 in Lublin

Das Gebäude an der Adresse Rynek 17 befindet sich in der historischen Altstadt von Lublin in Polen, genauer: am Marktplatz. An der Stelle des heutigen Gebäudes befanden sich im 15. Jahrhundert zwei Häuser, die gegen Ende des 16. und Anfang des 17. Jahrhunderts im  Stil der Renaissance umgebaut wurden.

## Geschichte
Im Jahr 1771 wurden beide Häuser aus dem 15. Jahrhundert zu einem einzigen Haus zusammengeführt. Ignacy Baranowski, ein späterer Professor an der Universität von Warschau kam 1833 hier zur Welt. Ein Jahr später, 1834, ging das Gebäude in den Besitz von Tadeusz Wieniawski über. Tadeusz war der Vater von Henryk Wieniawski (1835–1880) und Józef Wieniawski (1837–1912), beide Komponisten, die hier geboren wurden. Während es im Besitz der Wieniawski Familie war, wurde das Gebäude 1840 komplett umgebaut. Die Initialen der Familie wurden während dieses Umbaus am Balkon angebracht der 1938 jedoch wieder entfernt wurde. 1875 wurde das Gebäude um ein weiteres Stockwerk auf insgesamt drei vergrößert, das jedoch bereits während einer Rekonstruktion 1949 wieder abgebrochen wurde.

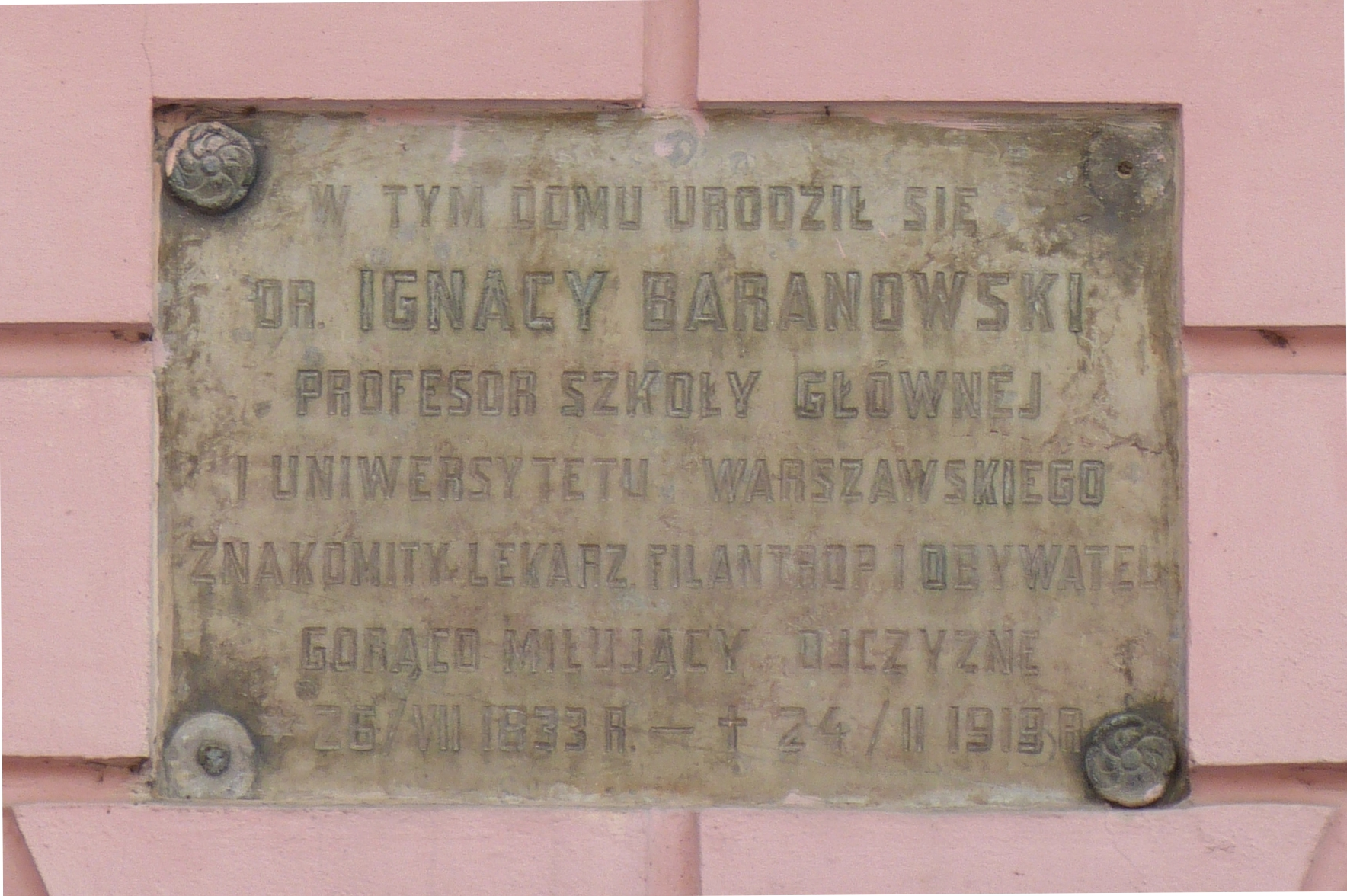
Gedenktafel für Ignacy Baranowski (* 1833; † 1919)
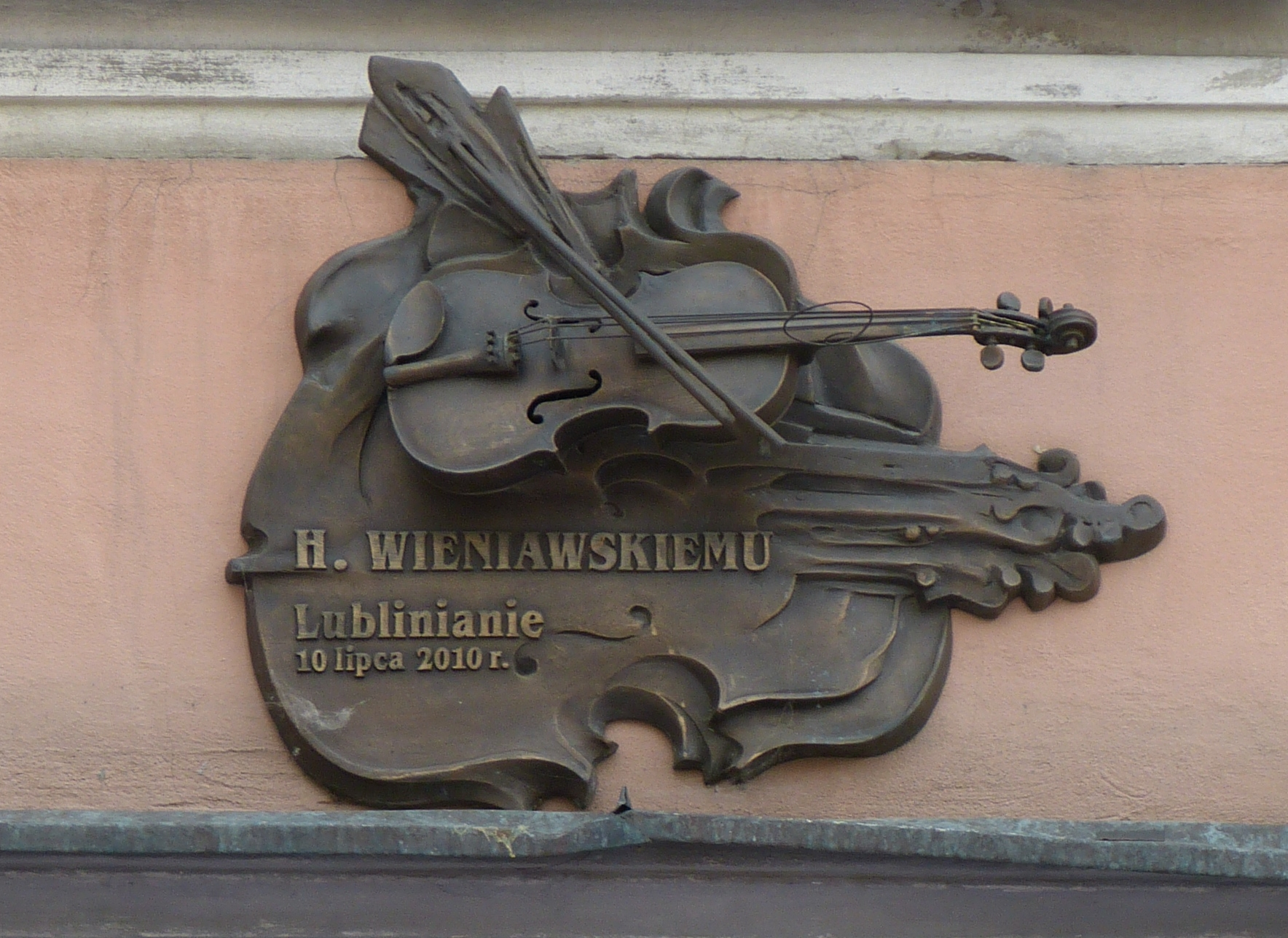
Gedenktafel mit Violine für Henryk Wieniawski (* 1835; † 1880)